# ジョシュア・ゴールドスティン
ジョシュア・ゴールドスティン（Joshua S. Goldstein、1952年12月27日 - ）は、アメリカ合衆国の国際政治学者。アメリカン大学国際サービス学部の国際関係論名誉教授。
マサチューセッツ州ボストン生まれ。スタンフォード大学政治学部卒業後、1986年マサチューセッツ工科大学大学院を修了し、博士号取得。南カリフォルニア大学准教授を経て、1993年からアメリカン大学で教鞭をとる。

## 著書

### 単著
- Long Cycles: Prosperity and War in the Modern Age, (Yale University Press, 1988).

岡田光正訳『世界システムと長期波動論争』（世界書院, 1997年）
- International Relations, (HarperCollins College Publishers, 1994).
- War and Gender: How Gender Shapes the War System and Vice Versa, (Cambridge University Press, 2001).
- The Real Price of War: How You Pay for the War on Terror, (New York University Press, 2004).

### 共著
- Three-way Street: Strategic Reciprocity in World Politics, with John R. Freeman, (University of Chicago Press, 1990).
- Readings in International Relations, with Jon C. Pevehouse, (Pearson Longman, 2008).